# Knapptelefon

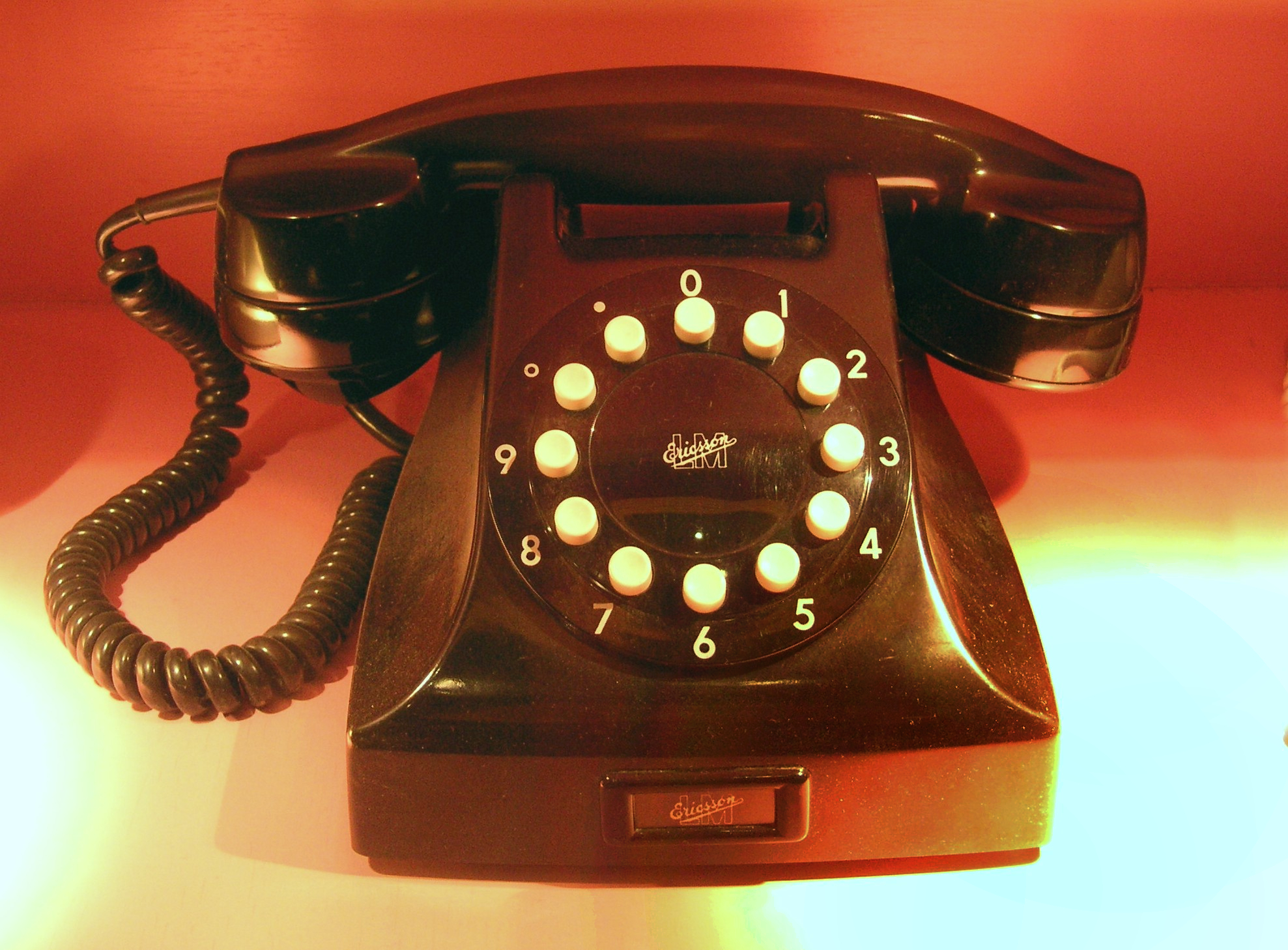
LM Ericssons bakelittelefon med knappsats, experimentapparat från 1950-talet

Knapptelefon är en telefon eller mobiltelefon med knappsats.

## Fasta telefoner med knappsats

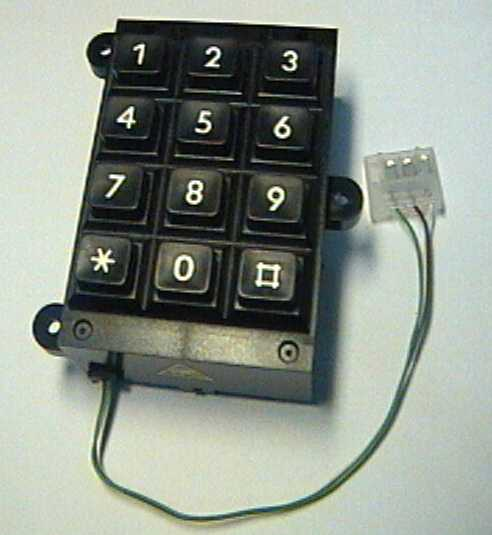
Knappsats

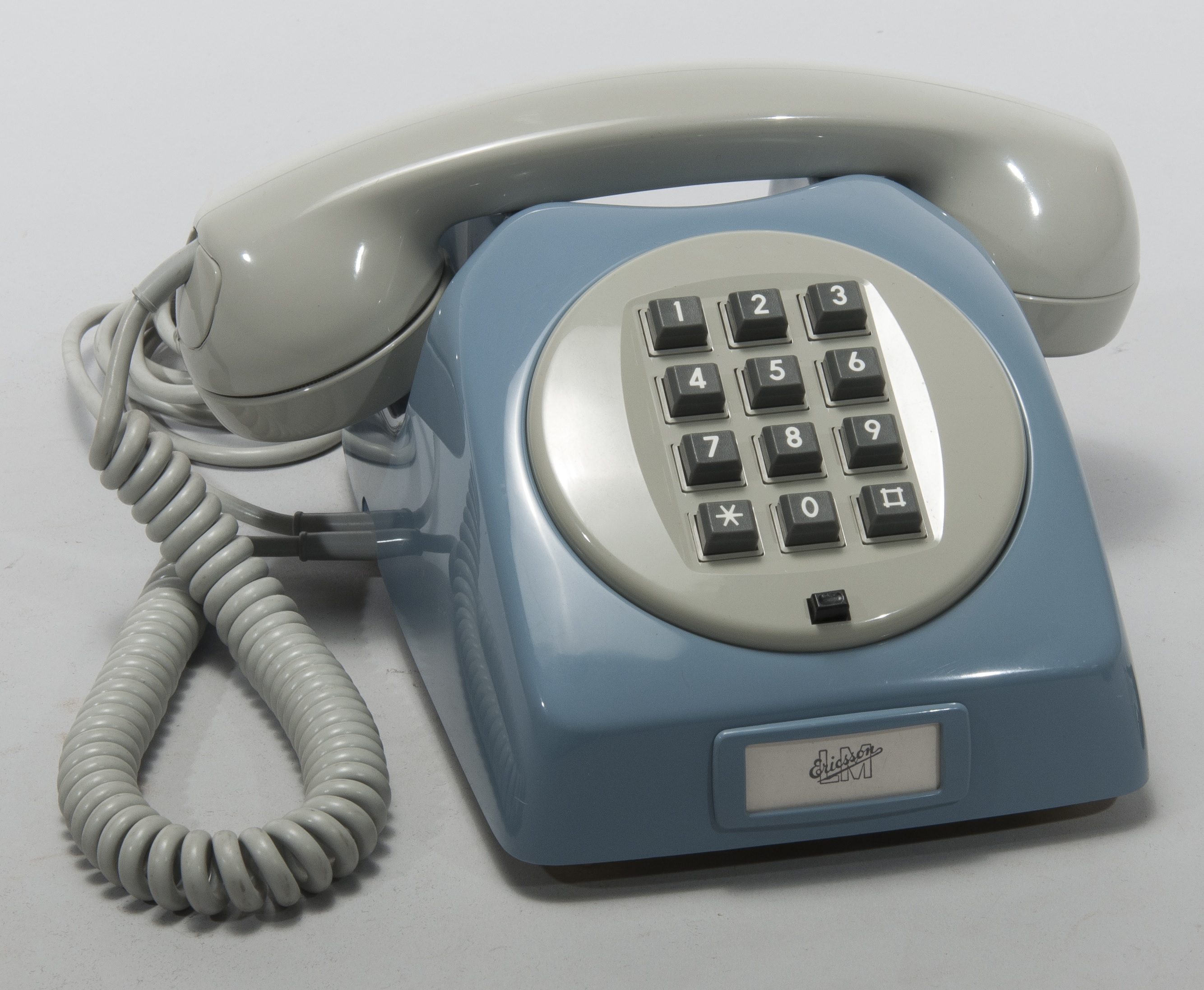
LM Ericssons "Dialog" med knappsats 1969

Begreppet hos fasta telefoner har under en lång tid varit i stort sett obefintligt, i alla fall i Sverige, då de flesta fasta telefoner sedan länge har haft knappar och att det då under lång tid inte har funnits behov av att särskilja dessa från ännu äldre telefoner med nummerskivor.
De allra första telefonerna i Sverige med knappar istället för fingerskiva togs fram i slutet av 1950-talet. På den tiden var det inte dock inte många telefonstationer som klarade knapptelefoner. Det var först under 1970-talet och introduktionen av de digitala telefonväxlarna i AXE-systemet som de började komma ut på allvar och ersätta telefoner med fingerskiva. Den svenska standardmodellen för knappsats fick namnet Diavox och kom ut på marknaden 1978. Kring 1990 hade knapptelefonerna konkurrerat ut de allra flesta telefoner med fingerskiva. Därefter har ordet knapptelefon använts i allt mindre utsträckning, i alla fall i Sverige, då allt fler tog för givet att en fast telefon hade knappar istället för fingerskiva. I andra länder kunde vid tidpunkten fasta telefoner med fingerskiva dock förekomma i större utsträckning.
Från början var knapptelefonerna byggda med tonval. Då tonval var nytt var det många telefonstationer som inte var byggda för detta, därför fanns det under 1970- och 1980-talen även knapptelefoner som hade pulsval för att kunna sälja knapptelefoner även för de som bodde på ställen med gamla telefonstationer. Dessa telefoner innehöll en krets som vid tryckning på knappen för en viss siffra genererade en serie pulser, en puls fler än siffrans talvärde, det vill säga fyra pulser när knappen 3 trycktes ned eller nio pulser för knappen 8. Detta gav då samma typ av signal som genererades i en telefon med fingerskiva. Under 1980-talet när dåvarande Televerket i Sverige uppgraderade hårdvaran ute i telenätet infördes även möjligheten att detektera siffror i form av toner på samtliga telefonstationer, och alla moderna knapptelefoner använder sedan dess tonval som hade den stora praktiska fördelen att en siffra kunde sändas på en bråkdels sekund, medan till exempel siffran 9 i det gamla systemet kunde ta två sekunder att få fram.

## Mobiltelefoner med knappsats
I och med mobiltelefonens allt snabbare utbredning har fasta telefoner blivit allt ovanligare, och när smartmobiler med multipekskärm började bli vanliga i början av 2010-talet började man istället att kalla äldre eller enklare mobiltelefoner med knappsats för knapptelefoner. Under 2020-talet syftar begreppet knapptelefon i stort sett helt på denna typ av mobiltelefon då fasta telefoner vid samma tidpunkt nästintill helt konkurrerats ut av olika typer av mobiler, såväl med knappar som med pekskärmar.
Under mitten av 2020-talet har dessa typer av mobiltelefoner åter fått en viss popularitet bland ungdomar och andra som inte vill överösas av information från de sociala medierna utan hellre vill ha en telefon som är till för just det som en telefon i grunden är till för – att ringa och SMS:a på. I och med knapptelefonernas vanligtvis enklare funktion och uppbyggnad har dessa fått smeknamnen "dumbphone" eller "dumtelefon" för att skilja dem från de mer avancerade smartmobilerna.

## Se även

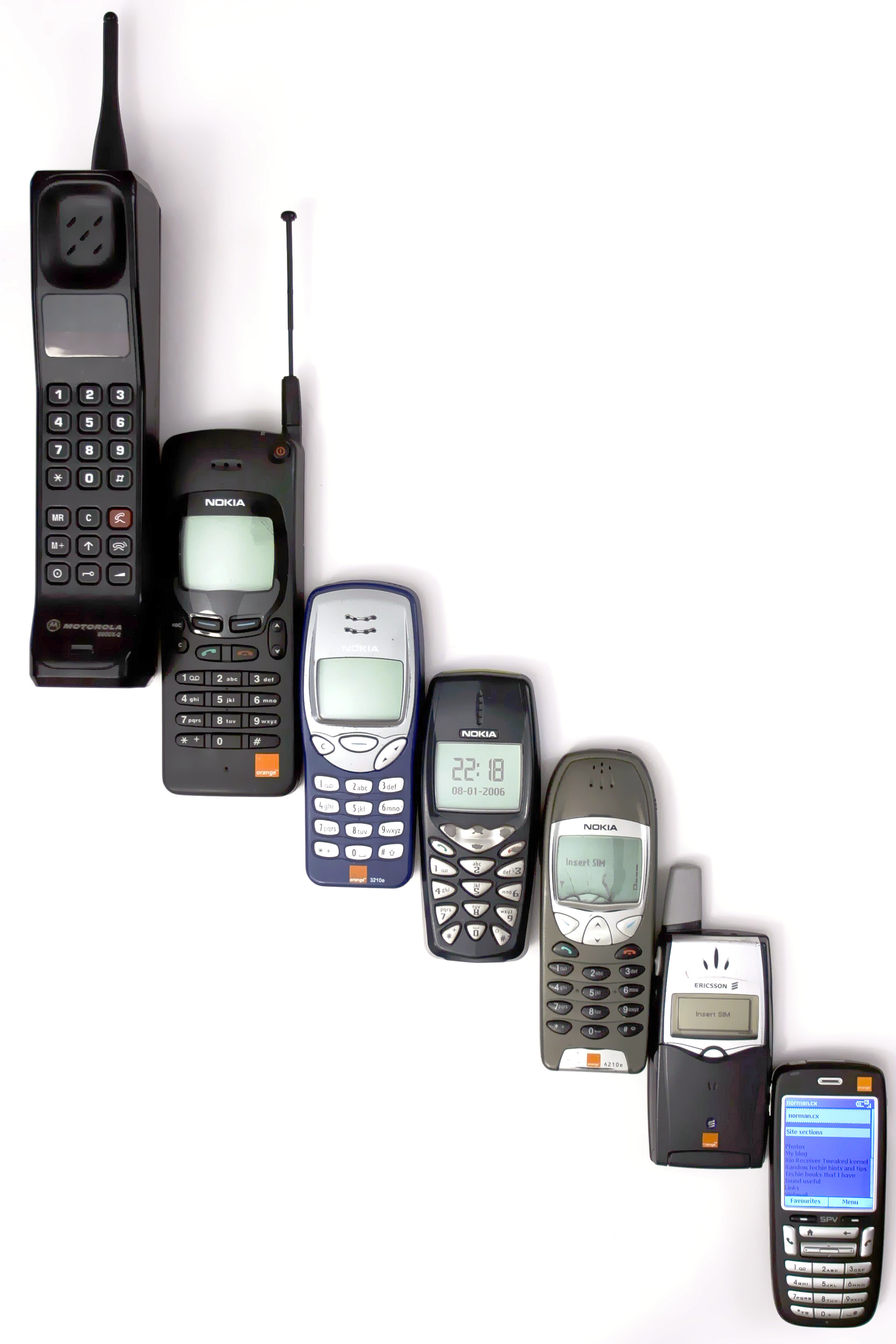
Äldre mobiltelefoner med knappsatser istället för pekskärmar.